# Hoshi ni negai o
Hoshi ni negai o (星に願いを?) è una serie anime indipendente prodotta dallo Studio Barnum. Il titolo è un chiaro richiamo alla canzone Una stella cade (When you wish upon a star) del film d'animazione disney Pinocchio. La serie si compone di due episodi, pubblicati sul web a due mesi di distanza l'uno dall'altro.
Le animazioni sono incentrate sulle avventure di Hikari, una giovane studentessa delle medie, nel cyberspazio.

## Trama

### Hoshi ni negai o: Cold Body + Warm Heart
Hikari viaggia a bordo dell'Armadillo, nave spaziale di cui è la sola ed indiscussa padrona. Insieme a lei vi è mari, sua madre, ora ridotta a mera intelligenza artificiale a comando della nave della figlia. Un giorno, navigando nel cyberspazio si imbatte in un archivio dati compresso particolarmente complesso; incuriosita dall'oggetto Hikari lo apre per imbattersi nella personalità ora eterea di Romeo, un ingegnere elettronico.
Poco dopo le presentazioni tra i due, la nave viene attaccata da nemici, capitanati proprio dal padre di Hikari, anche lui ora nella forma fisica di IA. la ragazza, anche grazie al supporto del nuovo amico, combatte e vince la battaglia, le truppe del padre si ritirano, ma ad Hikari rimane la consapevolezza che lo scontro non si è ancora concluso.

### Hoshi ni negai o: Fantastic Cat
Lily ed Hikari stringono amicizia frequentando la scuola virtuale. Lì si imbattono in un buffo gatto cibernetico che stravolge le loro vite: l'essere digitale, infatti, dopo aver creato diverse interferenze nel tessuto del web svela a Lily che ella non è che una semplice immagine olografia: la vita della ragazza, di cui le aveva coscienza, non è mai esistita all'infuori della rete. Il gatto, manifestazione dell'IA del padre di Hikari ed ora un pericoloso ed esaltato essere digitale, decide di distruggere la scuola e il mondo virtuale creato dagli uomini, ma Hikari lo combatte e lo sconfigge. Nello scontro, tuttavia, la ragazza perde l'amica da poco incontrata, ma dopo la battaglia percepisce nell'etere virtuale la presenza dell'amica, ormai parte indissolubile del tessuto sotterraneo del web.

## Personaggi
Hikari  ( ヒカリ?)
Doppiata da Miyuki Sawashiro
Libera ed indipendente nonostante la giovane età, Hikari ha deciso di solcare il cyberspazio alla ventura, decisa a far affidamento solo sulle spalle della madre, fusasi ad un'astronave.
 Mari ( マリ?)
Doppiata da Kyōko Hikami
Madre di Hikari, ora ridotta a mera intelligenza artificiale a capo dell'astronave Armadillo.
 Romeo  ( ロミオ?)
Doppiato da Tōru Ōkawa
Ingegnere elettronico che, falliti i propri progetti ne mondo reale, si è trasferito in rete accettando di divenire un'IA. Viene risvegliato da Hikari, durante un suo viaggio nel cyberspazio; dalla ragazza apprende di essere rimasto "dormiente" per circa dieci anni e così, scoperto ciò e non avendo più alcun contatto col passato, decide di iniziare a viaggiare accanto alla ragazzina.
 Raven  ( レイヴン ?,  Reivun)
Doppiato da Rokurō Naya
Padre di Hikari ora divenuto - come la consorte - una IA a capo di una nave spaziale.
 Lily  ( リリィ ?,  Ririi)
Doppiata da Emiri Kato
Amica e compagna di classe di Hikari. Sentendosi spesso sola ed incompresa perché più matura dei propri compagni, Lily rimane affascinata dalla figura indipendente di Hikari, cui si sente subito molto legata. Nonostante abbia coscienza di una propria vita nella realtà vive prevalentemente in rete, come un essere digitale.